# Oud-Egyptische wiskunde

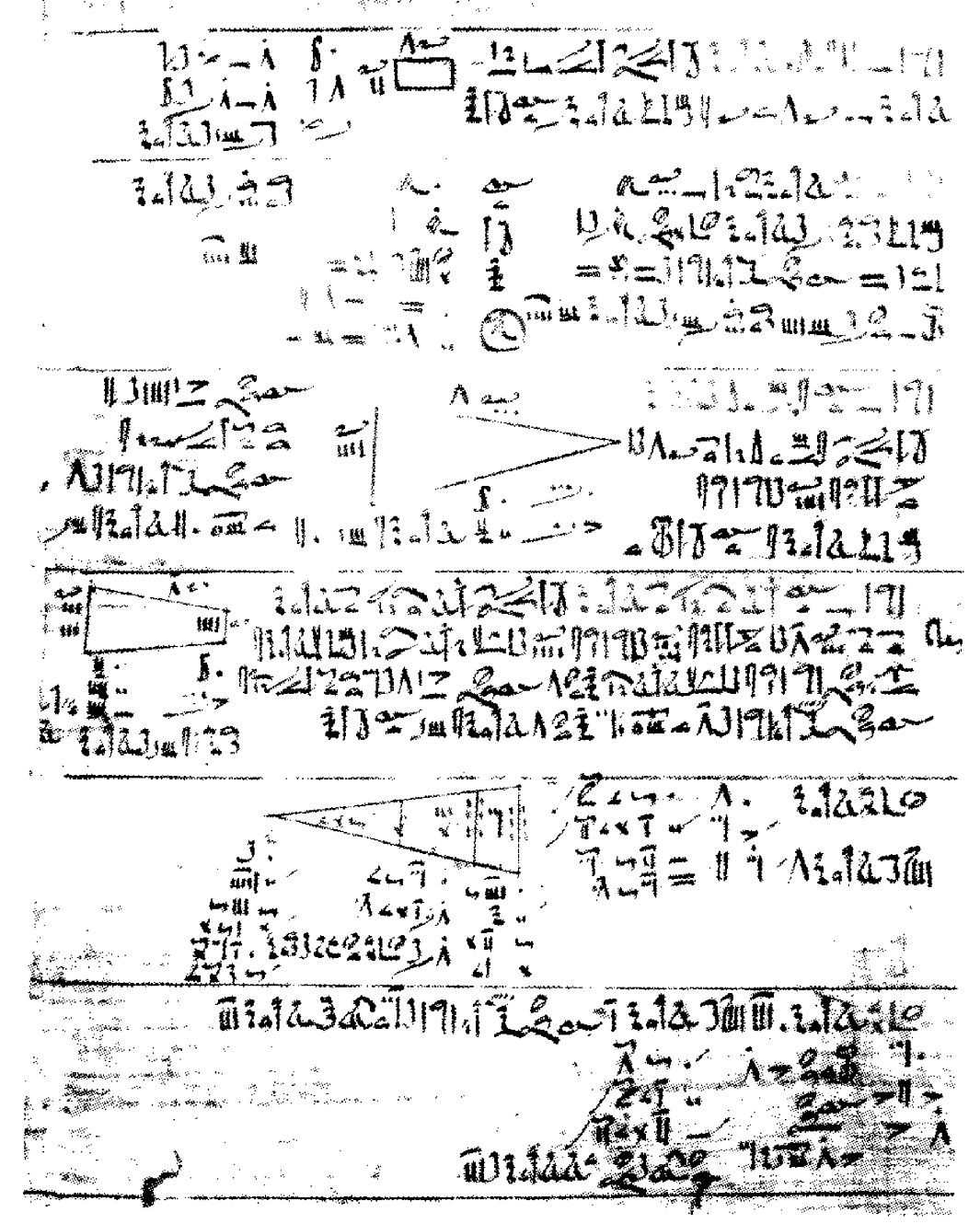
Een gedeelte van de Rhind-papyrus

De oud-Egyptische wiskunde, in tegenstelling tot bijvoorbeeld de Mesopotamische, is ons slechts bekend uit een relatief klein aantal oorspronkelijke documenten, die tot drie verschillende groepen behoren. De eerste groep bestaat uit teksten uit het eerste deel van het tweede millennium voor Christus, geschreven in het hiëratische schrift. De tweede groep bestaat uit documenten uit de Hellenistische en Romeinse tijdvakken, voornamelijk uit het laatste deel van het eerste millennium voor Christus, geschreven in het demotische schrift. De derde groep bestaat eveneens uit documenten uit de Hellenistische en Romeinse tijdvakken, in dit geval uit het laatste deel van het eerste millennium voor Christus en het eerste deel van het eerste millennium na Christus, geschreven in het Grieks.
De teksten van de eerste groep stammen vanaf het Middenrijk tot aan de Late periode. Ze omvatten onder meer:
- Berlijn-papyrus
- Moskou-papyrus
- Reisner-papyrus
- Rhind-papyrus

Wiskunde in de Egyptische oudheid haalde geen hoog niveau, maar beperkte zich tot de praktijk. Het ging hen niet om de abstracte wiskunde. De Egyptenaren wisten dat een driehoek met verhoudingen 3-4-5 een rechte hoek oplevert en ook konden ze de oppervlakte van een cirkel schatten aan de hand van de diameter.
De teksten benoemen wiskundige problemen, zoals het berekenen van een oppervlakte of volumen, en bevatten rekenkundige tabellen en opgaven. Aan de hand daarvan weten we hoe de Oud-Egyptenaren rekenden. De basisbewerkingen waren optelling en aftrekking; ze herleidden vermenigvuldigingen en delingen tot optellingen en aftrekkingen, zoals sommige kinderen en computeralgoritmen dat doen.
Bij vermenigvuldigingen werd er gebruikgemaakt van tabellen. De tabellen bestonden uit vaste cijfers 1, 2, 4, 8, 16, enz. en daarnaast de vermenigvuldiger. Om het product 5 maal 6 uit te rekenen, telde men de getallen in de tabel op, bijvoorbeeld: 1 maal 6 + 4 maal 6, en zo wist men het product 5 maal 6. 